# Oblastní rada Ša'ar ha-Negev
Oblastní rada Ša'ar ha-Negev (hebrejsky מועצה אזורית שער הנגב‎, doslova „oblastní rada Brána Negevu“) je oblastní rada v Jižním distriktu v Izraeli.
Rozkládá se na ploše přes 180 km²[nenalezeno v uvedeném zdroji] na pomezí pobřežní planiny (region Šefela) a severozápadního okraje Negevské pouště. Tato zemědělsky využívaná oblast je od 2. poloviny 20. století intenzivně zúrodňována a zavlažována a ztratila charakter pouštní krajiny. Území oblastní rady se nachází zhruba uprostřed spojnice mezi Beerševou a Aškelonem a ze západu je ohraničeno hranicí s Pásmem Gazy. Na východní straně sousedí s oblastní radou Bnej Šim'on. Enklávu uprostřed území oblasti a zároveň její demografické centrum tvoří město Sderot, které pod jurisdikci oblastní rady nespadá.

## Dějiny

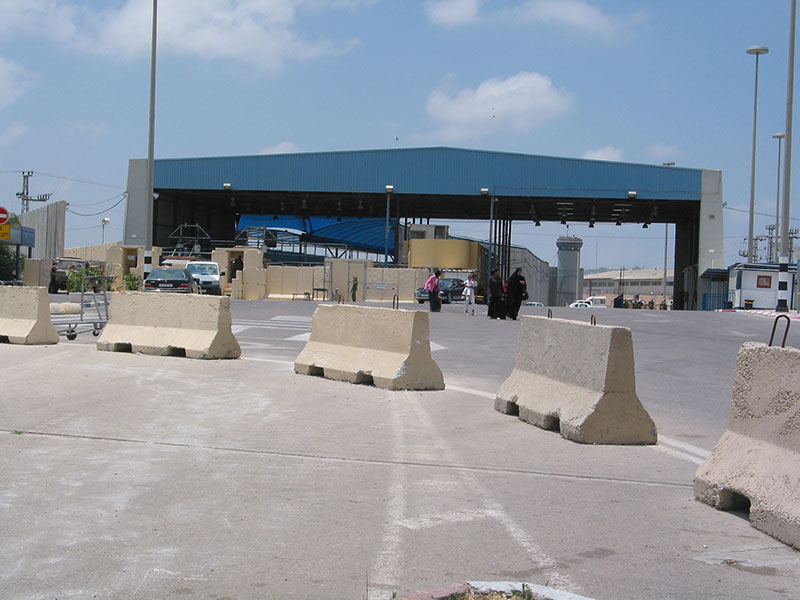
Na území rady se nachází hraniční přechod Erez, který spojuje Izrael s Pásmem Gazy

Židovská sídelní síť zde začala vznikat už ve 40. letech 20. století za mandátní Palestiny (například vesnice Dorot nebo Ruchama). Během války za nezávislost v roce 1948 opustila region arabská populace. Plánovitě zde pak došlo k zřízení soustavy židovských zemědělských vesnic, zejména v strategické poloze podél pásma Gazy. Oblastní rada Ša'ar ha-Negev byla založena roku 1950.
Rada má velké pravomoci zejména v provozování škol, územním plánování a stavebním řízení nebo v ekologických otázkách. Sídlo úřadů oblastní rady se nachází na jižním okraji města Sderot.
Kvůli blízkosti Pásma Gazy je území oblastní rady častým cílem palestinských raketových útoků.

## Seznam sídel
Oblastní rada sdružuje celkem 11 zemědělských sídel, z čehož je 10 kibuců a jeden mošav, dále 2 vzdělávací komplexy a 1 soukromý ranč v majetku rodiny Ariela Šarona.
Kibucy:
- Bror Chajil,
- Dorot,
- Erez,
- Gevim,
- Kfar Aza,
- Mefalsim,
- Nachal Oz,
- Nir Am,
- Or ha-Ner,
- Ruchama.

Mošav:
- Jachini.

Vzdělávací komplexy:
- Ibim,
- Sapirova vysoká škola.

Ranč:
- Chavat Šikmim.

## Demografie

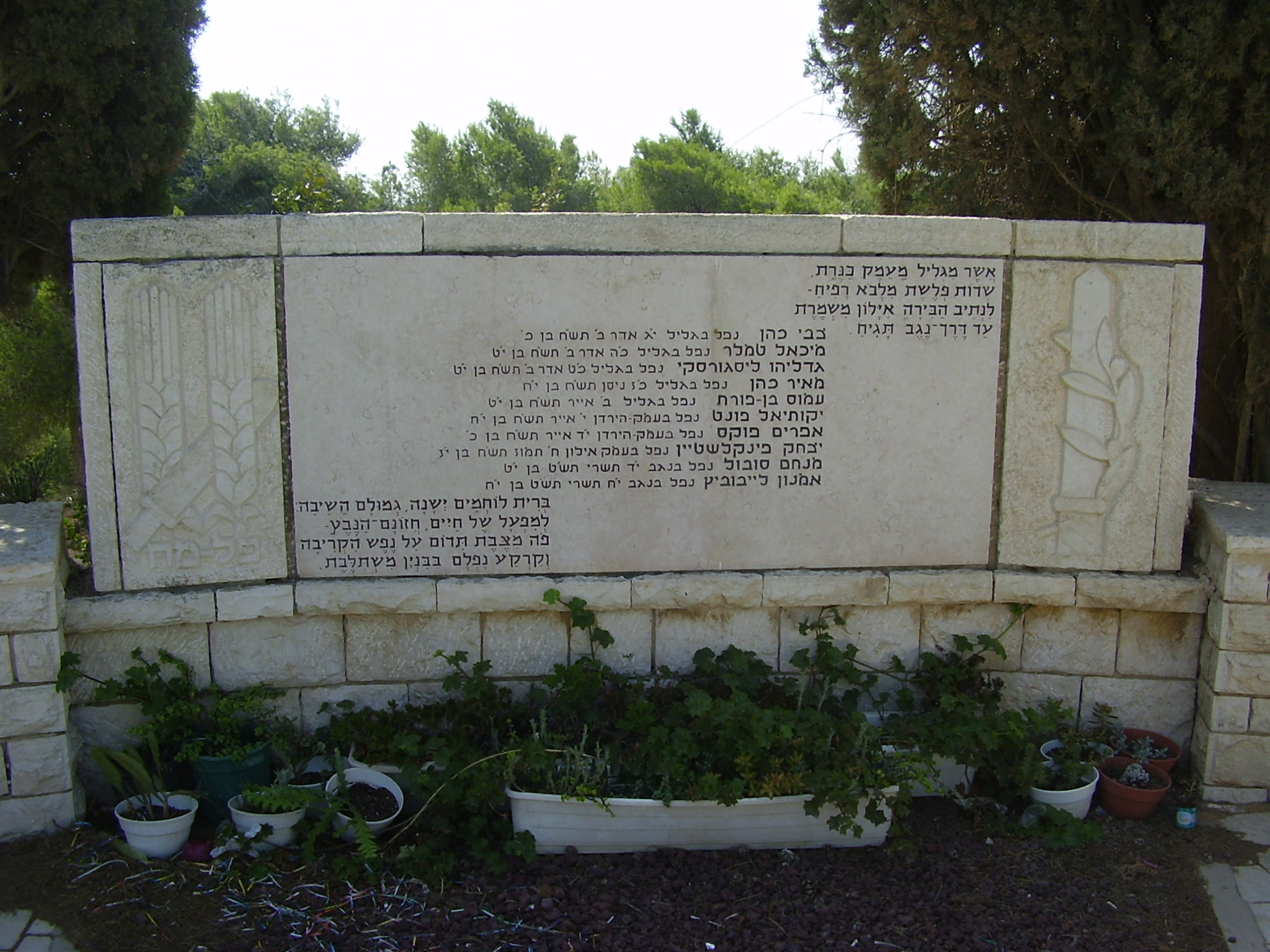
Válečný památník v kibucu Erez

K 31. prosinci 2014 žilo v oblastní radě Ša'ar ha-Negev 7200 obyvatel. Z celkové populace bylo 7000 Židů. Včetně statistické kategorie „ostatní“ tedy nearabští obyvatelé židovského původu, ale bez formální příslušnosti k židovskému náboženství jich bylo 7200. Podle Centrálního statistického úřadu žilo v oblastní radě k roku 2007 celkem 5 000 obyvatel a obyvatelstvo bylo téměř výhradně židovské (95,6 %). Roční přírůstek činil 0,9 %.
| Rok            | 1961  | 1972  | 1983  | 1995  | 2006  | 2008  | 2009  | 2010  | 2011  | 2012  | 2013  | 2014  |
| -------------- | ----- | ----- | ----- | ----- | ----- | ----- | ----- | ----- | ----- | ----- | ----- | ----- |
| Počet obyvatel | 2 900 | 4 000 | 5 100 | 4 800 | 5 000 | 5 000 | 6 200 | 6 400 | 6 500 | 6 900 | 7 100 | 7 200 |